# 阿瑟·哈登
阿瑟·哈登（英語：Arthur Harden，1865年10月12日—1940年6月17日），出生于英国曼彻斯特，英国生物化学家、皇家学会院士，1929年与汉斯·冯·奥伊勒-切尔平因对糖类的发酵以及发酵酶的研究获得诺贝尔化学奖。

## 早年
哈登生于曼彻斯特，是艾伯特·泰亚斯·哈登和伊丽莎·麦卡利斯特的儿子。他在斯塔福德郡私立学校泰滕豪学院受了早期教育，1882年进入曼彻斯特大学欧文斯学院，1885年毕业。

## 研究
1886年哈登被授予道尔顿化学学者称号，在埃朗根与奥托·菲舍尔工作了一年。他回到曼彻斯特成为了讲师和助教，1897年又被任命为新成立的英国预防医学会（后来的利斯特研究所）研究员。1907年成为生物化学系主任，他在那儿一直工作到1930年退休（不过退休后他继续在研究所从事研究）。
在曼彻斯特，哈登研究了光在二氧化碳和氯混合时的作用，进入研究所后他用自己的方法来研究生物现象——比如细菌和酒精发酵的化学反应。他还研究了葡萄糖的裂解产物，以及酵母细胞的化学，发表了关于抗坏血病和抗神经炎维生素的多篇论文。
1926年哈登被封为骑士，并获得了多个名誉博士学位。他是皇家学会院士，1935年获得戴维奖章。